# صلیب خدمات برجسته (استرالیا)
صلیب خدمات برجسته (سی اس سی) نشان (مدال) سیستم افتخارات استرالیا است. این جایزه به گروه‌های نیروی دفاعی استرالیا «به علت فداکاری بی اندازه به وظیفه یا موفقیت شاخص در به کارگیری مهارت‌های ویژه، دادوری یا فداکاری در موقعیت‌های غیر تهاجمی» تحویل داده می‌شود. در نوامبر ۲۰۱۹، ۱۱۲۹ نفر به عنوان دریافت کنندگان مدال لیست بندی شدند. کل رتبه‌ها واجد شرایط اخذ جایزه می‌باشند.

## تاریخچه
صلیب خدمات برجسته در سال ۱۹۸۹ برای تقدیر از دستاوردهای چشمگیر و انجام وظیفه در شرایط غیرنظامی معرفی گردید. قبل از این، هیچ گزینه ای برای چنین شناختی به جز استفاده از جوایز در داخل دساتور استرالیا موجود نبود.